# کلارا بلار
کلارا بلار (فرانسوی: Clara Bellar‎؛ زادهٔ ۲۹ سپتامبر ۱۹۷۲) یک هنرپیشه، خواننده و کارگردان اهل فرانسه است. وی از سال ۱۹۹۳ میلادی تا کنون مشغول فعالیت بوده‌است.